# Àcid difosfòric
L'àcid difosfòric (antigament també anomenat àcid pirofosfòric) és un àcid inorgànic de fórmula {\displaystyle {\ce {H4P2O7}}}, derivat de l'àcid fosfòric, {\displaystyle {\ce {H3PO4}}}, per deshidratació. El nom antic, àcid pirofosfòric, indicava que s'obtenia escalfant, ja que piro és la forma prefixada del mot grec πῦρ, πυρóς, que significa ‘foc’.

## Estructura
A una molècula d'àcid difosfòric hom troba els dos àtoms de fòsfor units a un mateix àtom d'oxigen, {\displaystyle {\ce {P-O-P}}} mitjançant enllaços simples covalents σ. Cadascun d'aquest àtoms de fòsfor es troba unit a un altre àtom d'oxigen mitjançant un enllaç covalent doble π i a dos oxigen més mitjançant enllaços covalents σ. Aquests dos àtoms d'oxigen es troben units a dos àtoms d'hidrogen també per enllaç covalent simple σ. La disposició espacial és la de dos tetraedres units per un dels seus quatre vèrtexs. Els àtoms de fòsfor ocupen cadascun el centre d'un dels tetraedres, i els àtoms d'oxigen tots els vèrtexs.

## Preparació
L'àcid pirofosfòric pot preparar-se mitjançant diferents reaccions:
1) Escalfant àcid fosfòric, {\displaystyle {\ce {H3PO4}}} entre 250 i 270 °C. D'aquesta manera dues molècules d'àcid fosfòric es condensen amb pèrdua d'una molècula d'aigua:
{\displaystyle {\ce {2 H3PO4 -> H4P2O7 + H2O}}}
2) Escalfant en un bany maria una mescla equimolecular d'àcid fosfòric, {\displaystyle {\ce {H3PO4}}}, i àcid metafosfòric, {\displaystyle {\ce {HPO3}}}:
{\displaystyle {\ce {H3PO4 + HPO3 -> H4P2O7}}}
3) Escalfant àcid trifosfòric, {\displaystyle {\ce {H5P3O10}}} amb presència d'una petita quantitat d'aigua:
{\displaystyle {\ce {2 H5P3O10 + H2O -> 3 H4P2O7}}}
4) Per reacció de l'àcid fosfòric amb triclorofosfat:
{\displaystyle {\ce {5 H3PO4 + POCl3 -> 3 HCl + 3 H4P2O7}}}

## Propietats
A temperatura ambient es presenta en forma de cristalls incolors. És molt higroscòpic. A 61 °C fon i es descompon parcialment. Si se'l escalfa fort es descompon i dona àcid metafosfòric, {\displaystyle {\ce {HPO3}}}. Si només se'l fa bullir amb presència d'aigua dona àcid fosfòric, {\displaystyle {\ce {H3PO4}}}.
La força de l'àcid augmenta amb la polimerització essent, per tant, l'àcid difosfòric un àcid més fort que l'àcid fosfòric. Les seves constants són, respectivament per a cadascun dels seus quatre hidrògens:{\displaystyle K_{1}=1{,}4\times 10^{-1}\quad K_{2}=3{,}2\times 10^{-2}\quad K_{3}=1{,}7\times 10^{-6}\quad K_{4}=6{,}0\times 10^{-9}}L'àcid difosfòric malgrat ser corrosiu, no se'l considera tòxic.